# Războiul Austro-Turc (1526-1552)
Războiul Austro-Turc din 1526-1552 a fost o serie de conflicte dintre austrieci și aliații lor pe de o parte și Imperiul Otoman pe de altă parte, în contextul Primului Asediu al Vienei. Ambele părți au avut de suferit pierderi grele.

## Începutul războiului
În urma asediului Vienei din 1529, Ferdinand I a lansat un contraatac în 1530 pentru a recâștiga inițiativa și a răzbuna distrugerea armatei de către Soliman. Armata austriacă a lansat un atac asupra Budei, la care Ioan I Zápolya, regele Ungariei, rezistă, dar Ferdinand capturează niște forturi la Dunăre,o frontieră strategică vitală.
Răspunsul lui Soliman a venit în 1532 în fruntea unei armate masive, de peste 120.000 de oameni, să atace Viena. Ferdinand și-a retras armata, lăsând doar 700 de oameni cu tunuri și arme pentru a apăra Kőszegul. Marele vizir al turcilor, Ibrahim Paşa, nu a realizat cât de slab era apărat Kőszegul. Cu toate acestea, datorită conducerii curajoase a căpitanul croat Nikola Jurisic, orașul a respins toate atacurile.

## Pacea și continuarea războiului
Ferdinand și Soliman au semnat un tratat de pace. Ioan Zapolya a fost recunoscut ca rege al Ungariei și vasal otoman. Cu toate acestea, turcii au recunoscut teritoriului sub regulă habsburgică.
Acest tratat nu i-a mulțumit nici pe Ferdinand, nici pe Ioan Zapolya. Ferdinand a hotărât să îi dea o lovitură decisivă lui Ioan prin trimiterea „generalilor celor mai capabili” pentru a ocupa Osijekul, încălcând astfel tratatul. Asediul a fost un dezastru similar cu bătălia la Mohács, o armată otomană zdrobindu-i pe austrieci. Soliman a trimis însă o armată de 8.000 de călăreți pentru a ataca orașul Otranto din sudul Italiei în același an. Trupele au fost retrase din Italia, după ce o invazie franceză gândită să se coordoneze cu eforturile otomane nu s-a mai concretizat.
Habsburgii au suferit o nouă umilință la asediul Budei. Ioan Zapolya a murit în 1540. După vestea morții lui Ioan a urmat un atac austriac asupra Budei. Dar rugămințile văduvei lui Ioan adresate lui Soliman au fost fără răspuns și în 1541, generalul Rogendorf a fost învins lângă Buda. În anul următor atacul Budapestei a fost reluat.
În aprilie 1543, Soliman a lansat o altă campanie, în Ungaria, și alte cetăți din Ungaria au rămas sub control otoman. În urma alianței franco-otomane, otomanilor li s-au furnizat armate franceze în Ungaria: unitatea de artilerie franceză a fost trimisă și anexată la armata otomană. În august 1543, Imperiul Otoman a asediat Esztergomul și l-a cucerit. Alte orașe capturate în timpul acestei campanii au fost: Siklós și Seghedin, cu scopul de a proteja mai bine Buda.
Acordul de pace între austrieci și turci a rezistat până în 1552, când Soliman a decis sa atace Egerul. Asaltul a fost fără succes, localnicii punând victoria pe seama „sângelui de taur” (vin), pe care femeile li-l dădeau constant. Victoria maghiaro-habsburgică de la Eger a venit după o perioadă de pierderi grele în Ungaria.

## Urmări
Soliman a mai lansat un atac în Ungaria în 1566, crezând că o victorie acolo i-ar putea da fericirea de care avea nevoie la bătrânețe. El era mult prea bătrân pentru campanii militare și, deși a murit în timpul bătăliei de la Szigetvár, campania sa a avut succes, soldându-se cu cucerirea unor vaste teritorii din Ungaria de la austrieci, care au suferit multe înfrângeri.